# Tamás Kazi
Dans le nom hongrois Kazi Tamás, le nom de famille précède le prénom, mais cet article utilise l’ordre habituel en français Tamás Kazi, où le prénom précède le nom.
Pour les articles homonymes, voir Tamas et Kazi.
Tamás Kazi (né le 16 mai 1985 à Baja) est un athlète hongrois, spécialiste du 800 m.
Son meilleur temps est de 1 min 45 s 55, obtenu à Ostrava le 17 juin 2009.